# Квінт Серен Саммонік
Квінт Сере́н Саммо́нік (лат. Quintus Serenus Sammonicus; ? — 212) — давньоримський науковець, лікар, поет часів Римської імперії.

## Життєпис
Про місце та дату народження немає відомостей. Втім був доволі відомим вченим за часів імператора Марка Аврелія. Тому з приходом до влади Луція Септимія Севера, останній запросив Саммоніка зайнятися вихованням своїх синів Ґети та Каракалли. Особливо вчений затоваришував з першим. Надалі підтримував свого вихованцям. Зрештою це призвело Квінта Серена до загибелі. Після смерті Септимія Севера брати почали ворогувати, а у 212 році було підступно вбито Ґету. Після цього, через декілька місяців, за наказом Каракалли страчено Серена Саммоніка.

## Наукова та літературна діяльність
Серен відзначився любов'ю до старовини, граматики, був збирачем книг. Його бібліотека налічувала 62 тисячі томів. Їх у подальшому подарував син Саммоніка імператору Гордіану III.
Стиль Квінта Серена відзначався правильним стилем і вишуканою латиною. Його найбільш цитованими працями були «Res reconditae», що складається з 5 книг, з яких збереглися лише фрагменти та віршована «Медична книга» (De Medicina praecepta) з 1115 гекзаметрів, яка містить перелік хвороб і низку народних засобів їхнього лікування, запозичених з Плінія і Діоскорида, а також різні формули магії, серед інших відомих Абракадабра, як ліки від гарячки. Ця книга користувалася великою пошаною й популярністю у Середні віки.